# 弗朗塞什
弗朗塞什（法語：Fransèches，法語發音：[fʁɑ̃sɛʃ]）是法国克勒兹省的一个市镇，属于欧比松区。

## 地理
弗朗塞什（46°1'7"N, 2°2'59"E）面积18.29 平方千米，位于法国新阿基坦大区克勒兹省，该省份为法国中部省份，位于法國中央高原西北部，北起安德尔省和谢尔省，西接维埃纳省，南至科雷兹省，东临多姆山省，东北与阿列省接壤。
与弗朗塞什接壤的市镇（或旧市镇、城区）包括：阿安、阿尔、尚伯罗、勒东泽伊、圣阿维勒波夫尔、圣马夏尔勒蒙、圣叙尔皮斯莱尚。

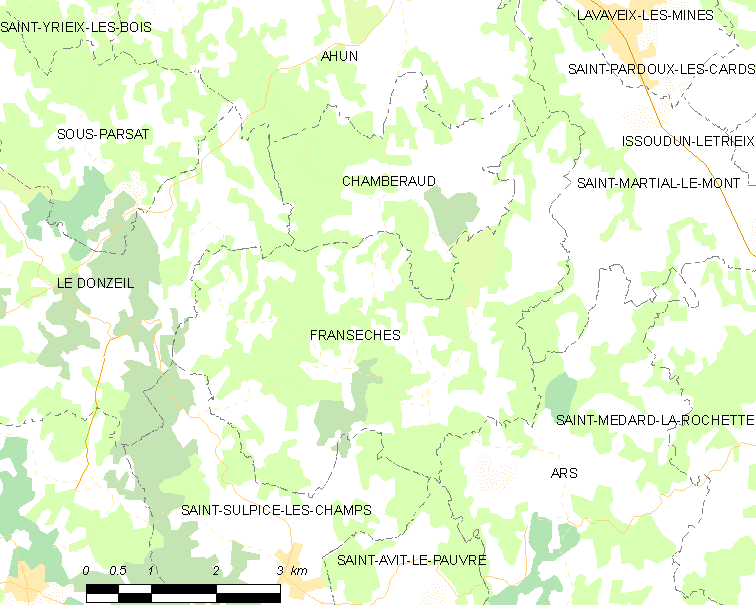
弗朗塞什的OSM定位图

弗朗塞什的时区为UTC+01:00、UTC+02:00（夏令时）。

## 行政
弗朗塞什的邮政编码为23480，INSEE市镇编码为23086。

## 政治
弗朗塞什所属的省级选区为阿安县。

## 人口

1962-2008年间弗朗塞什人口变化图示

弗朗塞什于2022年1月1日时的人口数量为241人。